# Cotas raciais no Brasil

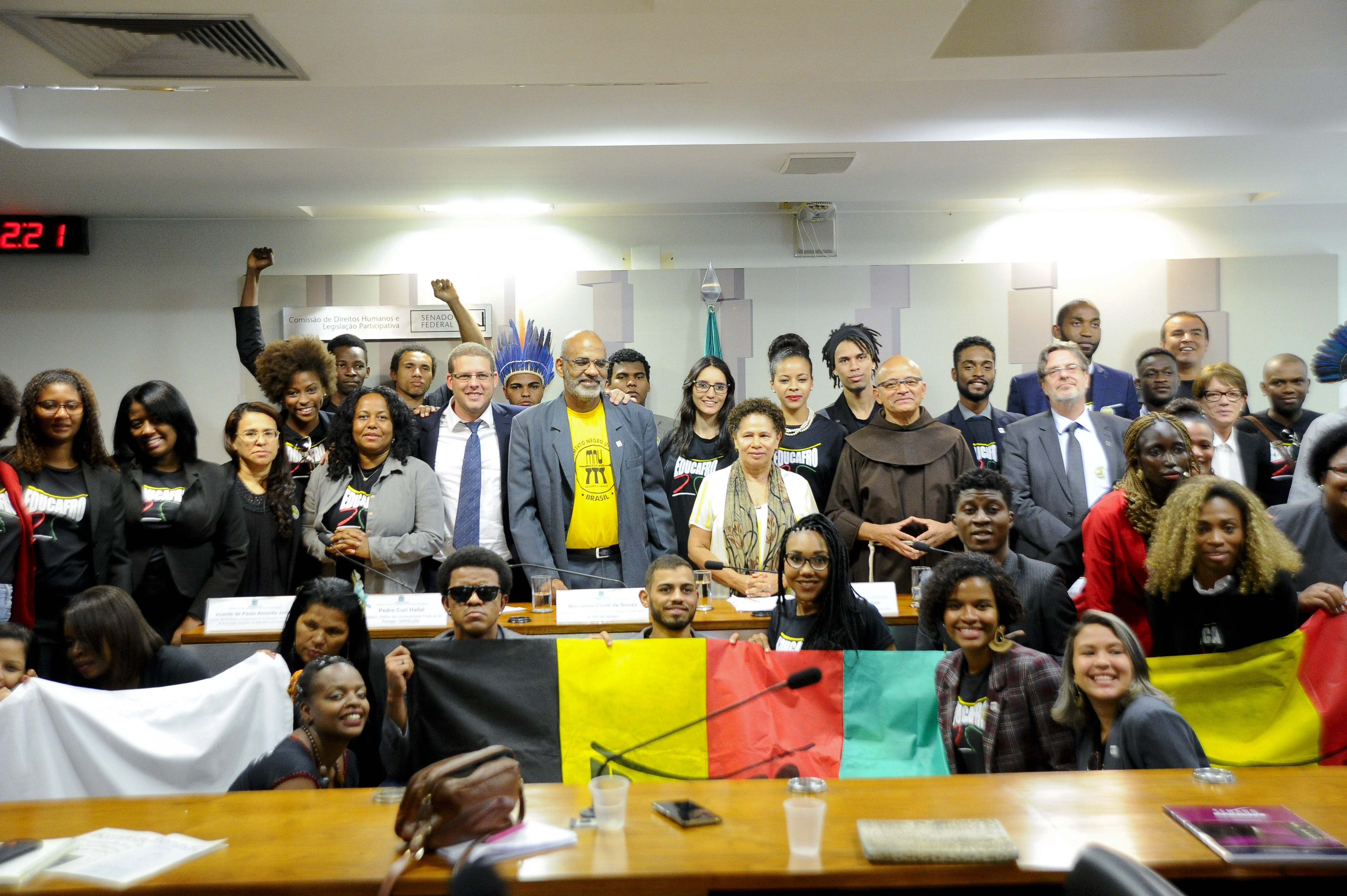
Comissão de Direitos Humanos e Legislação Participativa (CDH) realiza audiência pública, em 2017, para debater sobre o tema: "Cotas nas Universidades e o Compromisso com a Permanência".

No Brasil, as cotas raciais (grafadas ainda quotas) são as reservas de vagas em instituições públicas ou privadas para grupos específicos classificados por etnias, na maioria das vezes, negros e indígenas.
Surgidas na Índia na década de 1930, as quotas raciais são consideradas, pelo conceito original, uma forma de ação afirmativa para reverter o racismo histórico contra determinadas castas ou etnias ou raças. Apesar das controvérsias, muitos consideram que as quotas são um sistema de inclusão social. O Supremo Tribunal Federal analisou a questão das quotas raciais em 2012 e reconheceu, por unanimidade, sua constitucionalidade.

## Conceitos
A superação das desigualdades socioeconômicas impõe-se como uma das metas de qualquer sociedade que aspira a uma maior igualdade social. Em face aos problemas sociais, algumas alternativas são propostas para atenuação de desigualdades que mantêm, em condições díspares, cidadãos de estratos distintos. Uma das alternativas propostas é o sistema de quotas, que visaria a acelerar um processo de inclusão social de grupos (recortes sociais) à margem da sociedade. O conceito de cotização de vagas aplica-se geralmente por tempo determinado. Estes recortes podem ser grupos étnicos ou raciais, classes sociais, imigrantes, afrodescendentes, pessoas com deficiência, mulheres, idosos, dentre outros.
O conceito de raça normalmente utilizado nas ações afirmativas no Brasil, como as quotas universitárias, não é o de construção social, mas o conceito biológico e genético, reduzido às características consideradas identificadores da raça ou etnia pelas denominadas comissões de heteroidentificação exclusivamente relacionadas ao fenótipo que a comissão considera próprio de determinada raça ou etnia, incidindo sobre traços físicos como a cor de pele, a textura do cabelo, o formato do rosto, do nariz ou da boca. Embora estes conceitos sejam atualmente considerados largamente ultrapassados na definição étnica e racial, são usados no Brasil com a justificação da discriminação racial no país derivar destes traços físicos. A inserção familiar e social do candidato, incluindo a informação se seus progenitores são pretos ou pardos, é inteiramente descartada. Caso o candidato não cumpra o fenótipo considerado pela comissão como o ajustado à sua autodeclaração étnico-racial, esta não é homologada, não lhe sendo reconhecidos quaisquer privilégios.
O uso exclusivo das características físicas visíveis de um ser humano para a definição de quotas étnico-raciais, definidas e parametrizadas de modo relativamente arbitrário por uma comissão de avaliadores, que decide se o candidato se encaixa ou não na etnia ou raça que autodeclara, tem vindo a ser muito criticada, em particular pelas situações de injustiça que ocorrem sobre candidatos que não se encaixam perfeitamente nos parâmetros arbitrariamente balizados pelas comissões. O grupo étnico-racial dos pardos tem sido particularmente afetado por estas situações.

### Igualdade
Diversos conceitos de igualdade são utilizados no ordenamento jurídico brasileiro. Dentre eles se destacam:
Igualdade Formal
Conceito estático e negativo baseado na simples renúncia do Estado em estabelecer privilégios, oriundo de sua concepção original onde pretendeu estabelecer um Estado de Direito como opção a um regime monárquico absolutista, não é capaz de reduzir as desigualdades sociais, o que só pode ser feito com a adoção do conceito da Igualdade Material.
Igualdade Material
Dado que a Igualdade Formal não é capaz de dar, a indivíduos desprivilegiados, as mesmas oportunidades ofertadas aos mais privilegiados, se faz necessária a adoção do conceito da Igualdade Material, com base no qual se institui instrumentos de promoção social e jurídica de modo que se potencialize a isonomia entre os indivíduos e não simplesmente a equivalência sendo a primeira entendida como equivalência apenas entre aqueles que se encontram na mesma situação. Assim, critérios discriminatórios se mostram legítimos permitindo distinções entre pessoas e situações de forma a produzirem tratamentos jurídicos diversos.
É neste último conceito, a Igualdade Material, que se baseiam tanto as discriminações positivas quanto a ações afirmativas, dentre as quais o regime de quotas raciais.

## Origem
As lutas do movimento negro pelo direito da população negra ao acesso à educação se intensificaram na década de 1990 e acabaram por desencadear políticas afirmativas diversas e dentre elas as políticas de quotas raciais.
O Estado do Rio de Janeiro aprovou em novembro de 2001 a Lei Estadual nº 3.708, reservando para pessoas autodeclaradas negras e pardas um mínimo 40% das vagas nos cursos de graduação da Universidade do Estado do Rio de Janeiro e da Universidade Estadual do Norte Fluminense, associado ao índice de 50% previsto no sistema de cotas para estudantes egressos de escolas públicas, adotado um ano antes. O sistema foi depois reorganizado em 2003, com Lei Estadual nº 4.151, que fixou a reserva específica de 20% das vagas para pessoas negras, e acrescentou também vagas para pessoas com deficiência e integrantes de minorias étnicas.
A primeira proposta de implantação de um sistema de quotas raciais em uma instituição federal no Brasil foi apresentada em 17 de novembro de 1999, durante a Semana da Consciência Negra, na Biblioteca Central da Universidade de Brasília por Rita Segato e José Jorge de Carvalho que viria a ser aprovada em 2003 e finalmente implantada em 2004.
A Conferência de Durban provocou mudanças importantes em políticas públicas brasileiras relacionadas à questão racial, dentre elas a adoção do critério de autodeclaração de cor/raça no Censo do IBGE, a implantação do Estatuto da Igualdade Racial e outras legislações voltadas à erradicação do preconceito, dentre elas, as relacionadas aos sistemas de quotas. Em resposta à conferência, o então Presidente Fernando Henrique Cardoso, demandou ao IPEA pesquisas que indicassem dados objetivos de exclusão social que acabaram por evidenciar a desigualdade racial no ensino superior.

## Justificativas
A justificativa para o sistema de quotas é que grupos específicos, em razão do processo histórico depreciativo, tiveram menores mobilidade social e oportunidades educacionais ou no mercado de trabalho, bem como foram vítimas de discriminações nas suas interações com a sociedade, em resumo, sejam vítimas de racismo. Dessa maneira busca a equiparação de direitos entre negros e brancos, assim como transformar culturas e crenças que sistematicamente estabelecem uma posição inferior do negro em relação ao branco, a reparação de danos causados aos negros em gerações passadas assim como diminuir os impactos causados por uma cultura injusta, de caráter racista. Essa realidade é bastante visível no contexto educacional:
|                 | 1988  | 1998  | 2008  |
| --------------- | ----- | ----- | ----- |
| Brancos         | 12,4% | 16,8% | 35,8% |
| Pretos e Pardos | 3,6%  | 4,0%  | 16,4% |
| Total           | 8,6%  | 10,9% | 25,5% |

Segundo a filósofa e feminista Djamila Ribeiro "no Brasil, foram 354 anos de escravidão, população negra escravizada trabalhando para enriquecer a branca". No pós-abolição, imigrantes europeus receberam subsídios do governo brasileiro e que "se hoje a maioria da população negra é pobre é por conta dessa herança escravocrata e por falta da criação desses mecanismos".
Mesmo com a abolição da escravatura, o racismo perdurou no Brasil dado que a igualdade prevista no plano legal não se concretizou na realidade brasileira, cuja estrutura racista segue se manifestando, seja através de uma estratificação social que associa as noções de cor/raça à de condição social, seja na manutenção de um ideário que sustenta a supremacia do "branco" sobre o "negro" obediente e servil, seja através das práticas conhecidas por "Negacionismo" que se utiliza de mitos para negar ou suavizar a existência do racismo tais como: negação de preconceito contra negros que seria voltado na verdade contra pobres; negação do conceito sociológico de raça e consequente defesa de que qualquer ação anti-racista seria, ela sim racista; tentativa de minimizar o problema do racismo no Brasil comparando-o com o racismo em outros países.

## Bases legais
Antes mesmo da instituição das políticas compensatórios e afirmativas das quotas raciais já havia, no Brasil, diversos exemplos da aplicação do princípio constitucional da isonomia (também conhecido por igualdade material):
- proteção do mercado de trabalho da mulher (art. 7°, inciso XX, Constituição Federal);
- reserva de cargos e empregos públicos para as pessoas portadoras de deficiência (art. 37, inciso VIII, Constituição Federal);[28]
- exigência mínima de 20% para candidatura de mulheres (art 11, § 3º, Lei 9.100/95);[29]
- definição da reserva de 20% das vagas de concursos públicos para pessoas portadoras de deficiência (art. 5º, §2º, Lei 8.112/90).[30]

Isso marca o início da reserva de vagas para grupos específicos no Brasil. Com o tempo, outros grupos sociais passam a pleitear a cotização de vagas para "garantirem" uma participação mínima em certos setores da sociedade como as universidades públicas. 

### Legislação federal
Com a Lei Federal 10.558, de 13 de novembro de 2002, foi criado o Programa Diversidade na Universidade. O Decreto nº 4.876, de 12 de novembro de 2003, define critérios de financiamento e premiação no âmbito do Programa Diversidade na Universidade. Esse decreto foi alterado pelo Decreto nº 5.193, de 24 de agosto de 2004, que estabelece, dentre outras questões, o Ministério da Educação como o responsável pela execução do Programa Diversidade na Universidade.
Vale destacar ainda o Estatuto da Igualdade Racial, como é conhecida a Lei nº 12.288, de 20 de julho de 2010, destinado a garantir à população negra a efetivação da igualdade de oportunidades, a defesa dos direitos étnicos individuais, coletivos e difusos e o combate à discriminação e às demais formas de intolerância étnica.

Distribuição de vagas de acordo com as definições da Lei de Cotas (Lei nº 12.711/2012 + Decreto nº 7.824/2012)

Em 29 de agosto de 2012, é sancionada a Lei nº 12.711, que define quotas reservadas para estudantes que tenham cursado integralmente o ensino médio em escolas públicas e oriundos de famílias com renda igual ou inferior a um e meio salário-mínimo assim como por pessoas autodeclaradas pretas, pardas e indígenas e por pessoas com deficiência no ingresso em cursos de gradução, constituindo, portanto um sistema de quotas misto que contempla questões sociais, econômicas e raciais. Foi posteriormente regulamentada pelo Decreto nº 7.824, de 11 de outubro de 2012 que detalhou os critérios de seleção a serem aplicados para os cotistas. Ambos instrumentos legais acabaram conhecidos como "Lei das Cotas".
Por fim, em 9 de junho de 2014, é sancionada a Lei nº 12.990 que reserva, aos negros, 20% das vagas oferecidas em concursos públicos.

### Constitucionalidade
Em 2006, os juristas Marcelo Campos Galuppo e Rafael Faria Basile, jusfilósofos, se posicionaram a favor da constitucionalidade de leis de cotas raciais, ainda que aparentemente esbarrassem no princípio da igualdade do Estado Democrático de Direito, em artigo notório que seria utilizado como base pelo senado federal à época em que tal benefício foi estabelecido pelo congresso nacional no âmbito das instituições federais. 
| “ | Como percebeu corretamente o legislador, o sistema de cotas nas universidades não cumpriria seu objetivo se fosse apenas formal, ou seja, se apenas reservasse vagas para aqueles que se enquadrassem nos requisitos das cotas, sem fornecer-lhes as condições materiais para alcançarem os mesmos níveis de desempenho dos demais alunos | ” |

A constitucionalidade do sistema de quotas brasileiro foi analisada pelo Supremo Tribunal Federal quando, em 25 de abril de 2012, por unanimidade, o Plenário do STF considerou constitucional o sistema de quotas instituído em 2004 pela Universidade de Brasília em resposta a uma ação do DEM.
De acordo com Joaquim Barbosa, único ministro-presidente negro do STF até a atualidade:
| “ | Essas medidas visam a combater não somente manifestações flagrantes de discriminação, mas a discriminação de fato, que é a absolutamente enraizada na sociedade e, de tão enraizada, as pessoas não a percebem. | ” |

Já sobre a Lei 12.990 de 2014, o jurista Clèmerson Merlin Clève observou:
| “ | A Lei 12.990, sancionada em 09 de junho de 2014, complementa a política de ações afirmativas inaugurada com o Estatuto da Igualdade Racial (Lei 12.288, de 20 de julho de 2010). A referida lei dispõe sobre a obrigatoriedade da previsão da reserva de 20% das vagas em editais de concursos para provimento de cargos efetivos e empregos públicos no âmbito da administração pública federal, das autarquias, das fundações públicas, das empresas públicas e das sociedades de economia mista controladas pela União. Nota-se que a instituição dessa política de cotas é restrita à Administração Pública Federal, não alcançando os Poderes Judiciário e Legislativo da União, nem os demais entes federativos. Novos diplomas legislativos, certamente, mais adiante, contemplarão os demais Poderes da União e os Estados e Municípios com iniciativas análogas. A lei em questão, temporária nos termos do que prescreve o art. 6º, é constitucional. | ” |

O STF analisou a questão da constitucionalidade da Lei nº 12.990, de 2014, e decidiu, em 8 de julho de 2017, por unânimidade novamente, pela constitucionalidade da medida.

## Implantação
A política de quotas raciais se implantou no Brasil paulatinamente, começando por algumas iniciativas pontuais em universidades estaduais e federais, até chegar à Lei nº 12.990 de 2014 que instituiu as quotas raciais nos concursos públicos brasileiros.

### Rio de Janeiro
Nas universidades, a adoção de reserva de vagas começa em 2000, com a aprovação da lei estadual nº 3.524, de 28 de dezembro de 2000 no Estado do Rio de Janeiro. Esta lei garante a reserva de 50% das vagas, nas universidades estaduais do Rio de Janeiro, para estudantes das redes públicas municipal e estadual de ensino. Esta lei passou a ser aplicada no vestibular de 2004 da Universidade do Estado do Rio de Janeiro (UERJ) e na Universidade Estadual do Norte Fluminense (UENF).[carece de fontes?] A lei estadual nº 3.708, de 9 de novembro de 2001, também do Rio de Janeiro, institui o sistema de quotas para estudantes denominados negros ou pardos, com percentual mínimo de 40% das vagas das universidades estaduais do Rio de Janeiro. Esta lei passou a ser aplicada no vestibular de 2002 da UERJ e da UENF.[carece de fontes?]

### Outras iniciativas
Outras universidades, tais como a Universidade do Estado da Bahia (UNEB), primeira universidade a adotar um sistemas de quotas por iniciativa própria, em 2002, e a Universidade de Brasília (UnB), primeira universidade federal a adotar um sistema de quotas raciais, em 2004, também aderem a tal sistema, tendo como critérios os indicadores sócio-econômicos, ou a cor ou raça do indivíduo.

### Adoção tardia
A Universidade de São Paulo (USP) foi uma das últimas universidades estaduais a adotar algum sistema de quotas raciais e sócio-econômicas, 15 anos depois das primeiras experiências neste sentido. O Conselho Universitário, órgão máximo de decisão da USP, aprovou em 4 de julho de 2017, a proposta que estabelece que a reserva de quotas irá subir, até atingir a meta, em 2021, de ter 50% dos calouros oriundos da rede pública e, dentre eles, 37% deverão ser pretos, pardos ou indígenas.

### Lei das Quotas: critérios raciais e sócio-econômicas
A Lei das quotas para ingresso nas universidades federais — como ficou conhecida a Lei nº 12.711 de 2012 regulamentada pelo Decreto nº 7.824, também de 2012 — fez uma síntese das propostas iniciais de quotas exclusivamente raciais com as propostas de diversos críticos — que apontavam problemas na adoção de critérios raciais para as quotas e, por vezes, defendiam a adoção de critérios sócio-econômicos — estabelecendo critérios mistos que envolvem tanto a questão racial como fatores sócio-econômicos.
Desta maneira críticas importantes relacionadas especificamente ao aspecto racial das quotas — como a questão da desatenção aos brancos pobres, o perigo de beneficiar negros ricos em detrimento dos negros pobres e o risco de invisibilização dos pardos — foram sanadas ou, ao menos, minimizadas.

### Lei 12.990/2014: critério apenas racial
A lei 12.990/2014, que reservou 20% de vagas para negros nos concursos públicos federais, não adotou nenhum critério econômico, mas meramente o racial.

## Resultados
Em 2014 já haviam 128 instituições federais com o sistema de cotas implantado em alguma medida. A resistência mais significativa vinha de duas universidades localizadas no estado de São Paulo: USP e Unicamp, instituições estaduais. Ambas decidiram adotar o sistema de cotas para ingresso na gradução em 2017.
Em 2015 alunos cotistas já ocupavam 32% das vagas em universidades federais e chegando a 44% nos intitutos federais. O número total de vagas já ocupadas por negros desde a implementação da Lei de Cotas já chegava a casa dos 150 mil.
A quantidade de negros com ensino superior concluído subiu de 2%, em 1998, para 6%, em 2013.

### Desempenho acadêmico
Estudos em diversas universidades — dentre elas UnB, UFES, UFBA, UERJ, UTFPR, UFU, UPE e Unioeste — que compararam o desempenho dos alunos cotistas e não-cotistas identificaram desempenho acadêmico semelhante entre eles com casos localizados de diferenças significativas para ambos os lados.
Além disso, indicaram também que a taxa de evasão dos alunos cotistas é menor do que a dos alunos não-cotistas.

## Desafios
Apesar dos importantes resultados, os sistemas de quotas no Brasil ainda tem alguns desafios a superar.

### Critérios de seleção
Desde o início da implantação de sistemas de quotas raciais enfrentou-se a questão de como definir quem teria direito às vagas reservadas por critérios raciais. Apesar de, estatisticamente falando, as populações preta e parda (e por consequência a população negra) serem de fácil caracterização, a questão de definir, caso a caso, quem tem e quem não tem direito a estas vagas se demonstrou uma tarefa difícil.
No caso dos concursos públicos, o Ministério do Planejamento definiu que os editais dos concursos deverão explicitar os critérios e procedimentos de seleção que deverão incluir obrigatoriamente a autodeclaração. Definiu também que "As formas e critérios de verificação da veracidade da autodeclaração deverão considerar, tão somente, os aspectos fenotípicos do candidato, os quais serão verificados obrigatoriamente com a presença do candidato."

#### O caso da UnB
As formas de identificação se alteraram no decorrer do tempo. Na implantação do sistema na UnB, em 2004, o candidato interessado nas vagas reservadas para o sistema de quotas deveria apresentar uma ficha de inscrição acompanhada de uma fotografia que seriam analisadas, antes da realização do vestibular, por uma banca examinadora. No primeiro semestre de 2008 foi adotado o método que incluía, além da autodeclaração, uma entrevista com uma banca examinadora, a ser realizada após a realização do vestibular, onde o candidato, ciente de que a entrevista seria gravada, deveria responder perguntas como "você se considera negro?"

#### O caso da UFPEL
No ano de 2016, 24 estudantes brancos até então matriculados na Universidade Federal de Pelotas tiveram o cancelamento de suas matrículas do curso de medicina devido a fraudes no sistema de autodeclaração racial.

### Professores negros
Pesquisa realizada na UnB, em 2016, pela equipe da própria universidade, identificou somente 65 professores autodeclarados negros, o que corresponde a 1,77% do total. De acordo com a avaliação do então reitor, Ivan Camargo, a solução para o problema da baixa representação de negros na universidade é um processo "lento, você tem que formar as pessoas, em seguida fazer mestrado, doutorado. Não se faz isso em 15 anos. Mas tenho certeza que o início desse processo de transformação já está acontecendo."

## No mundo
Diversos países do mundo adotaram sistemas de quotas raciais:
- África do Sul
- Austrália - sistema de quotas focado nos aborígenes.
- Canadá - conta com sistema de quotas inclusive no parlamento para promover o acesso de esquimós.
- Colômbia - com sistema de quotas para admissão nas universidades de negros e índios.
- Índia - primeiro país a instituir, ainda na década de 30, um sistema de quotas raciais graças a liderança do então líder dos Dalits, conhecidos como intocáveis, considerados a casta mais baixa e por isso a mais discriminada da Índia. O sistema de quotas foi incluído na Constituição Indiana em 1949 e é válido até hoje, sendo obrigatório em serviços públicos, educativos e órgãos estatais.
- Malásia - sistema de cotas instituído em 1968 para beneficiar os malaios que praticamente não tinham acesso nem a serviços públicos e nem ao ensino superior.
- Nova Zelândia

## Críticas
Já foram apresentadas diversas críticas aos sistemas de cotas raciais no Brasil:

### Ameaça à qualidade do ensino universitário
Aceitar pessoas que obtiveram notas mais baixas nos exames de admissão das universidades levaria a uma redução do nível acadêmico dos cursos onde essas mesmas pessoas ingressassem.
Alguns estudos sustentam que o desempenho acadêmico dos alunos cotistas e não cotistas nas universidades brasileiras é equivalente e, às vezes, até mesmo superior, dos alunos cotistas em relação aos não cotistas. Além disso, indicaram também que a taxa de evasão dos alunos cotistas é menor do que a dos alunos não-cotistas.
Porém, não existe consenso sobre isso. Segundo reportagem da Folha de S. Paulo de 2017, os alunos cotistas apresentaram "nota boa", todavia seu desempenho em cursos com matemática era pior, "(...) porque ele chega com mais defasagem". Em matéria da Gazeta do Povo, também de 2017, também foi concluído que cotistas "têm desempenho pior do que a média na maior parte dos cursos": "Em 49 dos 64 cursos analisados a média dos cotistas é pior do que a dos não-cotistas."

### O conceito ultrapassado de raça humana
Os críticos às cotas raciais argumentam que ela reforça um conceito ultrapassado: o de que existem raças humanas. A ideia de que existem diferentes raças humanas já foi derrubada pela ciência, ideia esta que foi utilizada na tentativa de legitimar o nazismo e a escravidão.
Os críticos afirmam que, ao adotar as cotas raciais, o Estado Brasileiro está reconhecendo que existem raças humanas diferentes. Célia Maria Marinho de Azevedo, professora de História aposentada da Unicamp, argumenta que o combate ao racismo deve dar-se por medidas universalistas, como as cotas sociais, e não por medidas racialistas, como as cotas raciais: "(...) combate ao racismo significa lutar pela desracialização dos espíritos e das práticas sociais. Para isso é preciso rechaçar qualquer medida de classificação racial pelo Estado com vistas a estabelecer um tratamento diferencial por raça, ou, para sermos mais claros, os direitos de raça".
A antropóloga Yvonne Maggie pontua que a divisão de populações humanas em "raças" diferentes é uma ciência ultrapassada, do século XIX, e critica a ausência de um "debate público" acerca da adoção dessas comissões para averiguar a raça dos brasileiros em concursos públicos.
Os defensores das cotas raciais argumentam que o "objetivo nobre" das cotas é a inclusão social, o que legitima a retomada do conceito de raça humana, seguindo a linha de que "os fins justificam os meios". Porém, essa visão é criticada por estudiosos. O antropólogo Bernardo Lewgoy enfatiza que o conceito de raça é desprovido de qualquer base científica: "Identidades raciais, sejam chamadas de construções "biológicas", "sociais" ou "étnicas" sempre foram construções arbitrárias, criadas e manipuladas pelo poder legítimo de plantão(...)" e pontua que "usar a racialização oficial para combater o racismo é mais ou menos como combater um incêndio usando gasolina".

### Desatenção aos brancos pobres
Cotas exclusivamente raciais teriam o potencial de deixar desassistidas partes da população necessitada que não se encaixa nos critérios raciais escolhidos. Além disso, teriam o potencial de beneficiar principalmente os negros das classes média ou alta, e não os pobres.
As cotas, ao beneficiar os negros, excluiria milhões de brasileiros brancos em situação de pobreza. O jornalista, sociólogo e diretor de jornalismo da TV Globo Ali Kamel considera a política de cotas "injusta", pois deixa de fora milhões de brasileiros brancos e também pardos de baixa renda. Há quem defenda, portanto, que as cotas deveriam ter como base a condição social do indivíduo, e não a sua "raça".
Os contrários às cotas afirmam que essa política favorece principalmente os negros das classes média ou alta, e não os negros pobres, que são os que mais precisariam desse benefício. Esse argumento é endossado pelo economista norte-americano Thomas Sowell, que estudou a política de cotas ao redor do mundo. Segundo Sowell "(...) as ações afirmativas beneficiam mais a classe alta do grupo alvo do privilégio, deixando os mais pobres na mesma".
Conforme dados da Pesquisa Nacional por Amostra de Domicílios (PNAD) de 2006, no Brasil há mais pardos e brancos pobres do que pretos. Dos 12,9 milhões de brasileiros entre 18 e 30 anos que tinham renda familiar per capita de meio salário-mínimo ou menos, 60% eram pardos e 30% brancos, contra apenas 9% de pretos. Portanto, a cor que predomina entre os brasileiros mais pobres é a parda, e não a preta.
A atual Lei de Cotas para universidades, de 2012, incorporou medidas que pretendiam sanar essas questões, ao adotar critérios mistos de reserva de vagas que consideram tanto aspectos sócio-econômicos como aspectos raciais. A lei 12.990/2014, que reserva 20% de vagas para negros nos concursos públicos federais, por sua vez, não adota nenhum critério econômico, mas meramente o racial.

### Desrespeito ao princípio dameritocracia
Os contrários às cotas no Brasil costumam afirmar que essa política fere o princípio da meritocracia, pois prejudica as pessoas que tiraram as melhores notas nos exames de admissão. Também se argumenta que isso cria ressentimentos e leva ao aumento do racismo. Ao beneficiar determinadas pessoas em detrimento de outras com base na raça, os excluídos dessa política terão seus direitos diretamente atingidos, o que violaria os princípios da igualdade e da proporcionalidade.

### Fruto de oportunismo político
Os críticos afirmam que a adoção das cotas é fácil, pois não custa nada para o governo e ainda dá aos políticos argumento para dizer que estão combatendo o racismo na sociedade. Quem é contrário às cotas argumenta que o grande problema social do Brasil está relacionado ao histórico descaso do Estado Brasileiro com a educação básica de sua população. Argumentam, portanto, que, ao invés de implantar cotas, o governo deveria investir melhor na educação básica, de modo que todos possam concorrer de igual para igual a uma vaga no ensino superior. Consideram as cotas uma "medida paliativa" e análogas a "construir uma casa começando pelo telhado", segundo pesquisa de opinião realizada entre estudantes da UFCG.

### As causas da exclusão social
Os defensores das cotas raciais costumam afirmar que uma forte razão para a exclusão social de parcela da população negra é o racismo existente na sociedade brasileira. Todavia, ao analisar dados estatísticos da PNAD de 2004, a jurista Roberta Kauffmann concluiu que brancos, pretos e pardos, da mesma classe social (pobres), apresentam praticamente os mesmos indicadores sócio-econômicos (índice de analfabetismo, anos de estudo e proporção de pessoas que têm o ensino fundamental como curso mais elevado). Ela concluiu que "(..)não é a cor da pele o que impede as pessoas de chegar às universidades, mas a péssima qualidade das escolas que os pobres brasileiros, sejam brancos, pretos ou pardos, conseguem frequentar. Se o impedimento não é a cor da pele, as cotas raciais não fazem sentido."
Segundo pesquisa do Datafolha de 2018, 66% dos brasileiros discordam da frase "Negros ganham menos que brancos no mercado de trabalho pelo fato de serem negros" (54% discordam totalmente e 12% discordam em parte), ao passo que 29% concordam com a frase (19% concordam totalmente e 10% concordam em parte). "
|                                                                           | Brancos | Pretos | Pardos |
| ------------------------------------------------------------------------- | ------- | ------ | ------ |
| Proporção de pessoas que sabem ler e escrever                             | 73%     | 72%    | 69%    |
| Número médio de anos de estudo                                            | 5       | 5      | 5      |
| Proporção de pessoas com 4 a 7 anos de estudo                             | 36%     | 35%    | 36%    |
| Proporção de pessoas com 11 a 14 anos de estudo                           | 12%     | 11%    | 10%    |
| Proporção de pessoas que têm o ensino fundamental como curso mais elevado | 54%     | 57%    | 61%    |

É sabido que a educação básica no Brasil é de baixa qualidade, sobretudo aquela fornecida pelo poder público. Segundo dados de 2018, mais de 70% dos estudantes brasileiros terminam o ensino médio sem saber o suficiente de matemática e português. Em português, a maioria dos estudantes são incapazes de localizar informações explícitas em artigos de opinião ou em resumos e, em matemática, a maioria não consegue resolver problemas com operações fundamentais. Em 2018, o Brasil ficou estagnado no quesito educação do IDH da ONU, situando-se na 79ª posição, logo atrás da Venezuela, dentre um conjunto de 189 países. Segundo avaliação do próprio MEC, "A baixa qualidade, em média, do Ensino Médio brasileiro prejudica a formação dos estudantes para o mundo do trabalho e, consequentemente, atrasa o desenvolvimento social e econômico do Brasil".

### A criação ou o recrudescimento do racismo
Argumenta-se que um sistema de ação afirmativa, baseado em critérios raciais, poderia criar formas de racismo - às vezes chamado de racismo reverso - do qual os brancos seriam vítimas, ou ainda reforçar o racismo já existente no país contra os negros. O uso da "raça" como critério de seleção teria como consequência a "racialização" do Brasil, país este que nunca foi estruturado segundo padrões rígidos de classificação racial, devido sobretudo ao alto grau de miscigenação. Assim, corre-se o risco de aumento da tensão racial, uma vez que as cotas ajudariam a fortalecer a ideia de que existem grupos raciais diferenciados e em conflito, o que aproximaria o Brasil do esquema norte-americano de rígida divisão racial.

### Inconstitucionalidade
Ações afirmativas baseadas em cotas raciais seriam inconstitucionais por desrespeitar dispositivos constitucionais - art. 5º e art. 7º, inciso XXX da Constituição - que estabelecem a igualdade entre as pessoas.
Os argumentos em prol da inconstitucionalidade de sistemas de cotas se baseiam em 2 pilares: desrespeito aos preceitos constitucionais de igualdade, entendida neste caso como Igualdade Formal; e desproporcionalidade, por considerar o uso de critério de discriminação positiva baseado em raça como desproporcional ou inadequado, quando admitem a adoção de ações afirmativas baseadas na Igualdade Material. A constitucionalidade das cotas raciais foi analisada pelo Supremo Tribunal Federal em 2012, que decidiu, por unanimidade, por sua constitucionalidade.

### Inexistência de dívida histórica
Muitos defensores das cotas raciais argumentam que a sociedade brasileira tem uma "dívida histórica" com os negros e que cabe ao Estado compensar essa "dívida", por meio de ações que beneficiem a população negra. Segundo esse raciocínio, os brasileiros brancos teriam uma dívida com os negros por tê-los submetido à escravidão e as cotas seriam uma maneira de compensar os negros pelos anos de cativeiro e pela desigualdade de oportunidades que perdura até hoje.
Por sua vez, há quem discorde do argumento da "dívida histórica". Segundo a jurista Roberta Kaufmann, os brasileiros brancos de hoje não deram causa ao problema e não podem ser responsabilizados por ações cometidas num passado remoto. Ela argumenta que "(...) os negros de hoje não foram as vítimas (da escravidão) e eventualmente podem descender de negros que tiveram escravos ou que jamais foram escravizados. Culpar pessoas inocentes pela prática de atos dos quais discordam radicalmente parece promover a injustiça, em vez de procurar alcançar a equidade".
O sociólogo Simon Schwartzman também discorda da "dívida histórica" e questiona quem deve pagar por essa "dívida". Ele argumenta que os portugueses escravocratas "já morreram" e cita os brasileiros descendentes de imigrantes japoneses, italianos e alemães, que aqui chegaram miseráveis e que não tiveram participação alguma na escravidão dos negros no Brasil.
Com uma narrativa negacionista, o jornalista e escritor Leandro Narloch, em seu livro Guia Politicamente Incorreto da História do Brasil, argumenta que os donos de escravos não eram apenas os brancos, uma vez que, tanto na África como no Brasil, vários negros e mulatos também tinham escravos, e os negros participaram ativamente do comércio de escravos.
O argumento se pauta na ideia de que a existência de donos de escravos também negros, e não somente brancos, alteraria significativamente a dinâmica que historicamente e até os dias de hoje sustenta o racismo no Brasil.

### Como definir quem é negro
Desde o início da implantação dos sistemas de cotas raciais ficou claro que a identificação de quais candidatos poderiam se enquadrar era um problema de difícil solução. Alguns defendem o critério de autodeclaração, outros defendem a instauração de uma comissão de avaliadores que, baseados em critérios objetivos e subjetivos, confirmariam quem teria direito às cotas. A questão do estabelecimento de comissões não é ponto pacífico, pois não há consenso sobre o tema, mas grande parte do movimento negro é a favor das comissões, que poderiam ajudar a evitar fraudes. Ou, pelo menos, inibiriam pessoas brancas de se autodeclararem negras
Em geral, as cotas raciais são voltadas em especial para populações indígenas ou negras, a "população negra" de acordo com o Estatuto da Igualdade Racial, é a soma dos autodeclarados pretos e pardos, o IBGE, utiliza apenas a categoria "pretos ou pardos" nos seus estudos e pesquisas. Um caso ocorrido em 2007, na Universidade de Brasília, reacendeu a polêmica, pois dois gêmeos univitelinos foram classificados como sendo racialmente diferentes. Em 2017, 60% dos aprovados pela cota racial na Universidade Federal Fluminense foram desclassificados por declarações falsas durante a averiguação de autenticidade.

#### Polêmicas

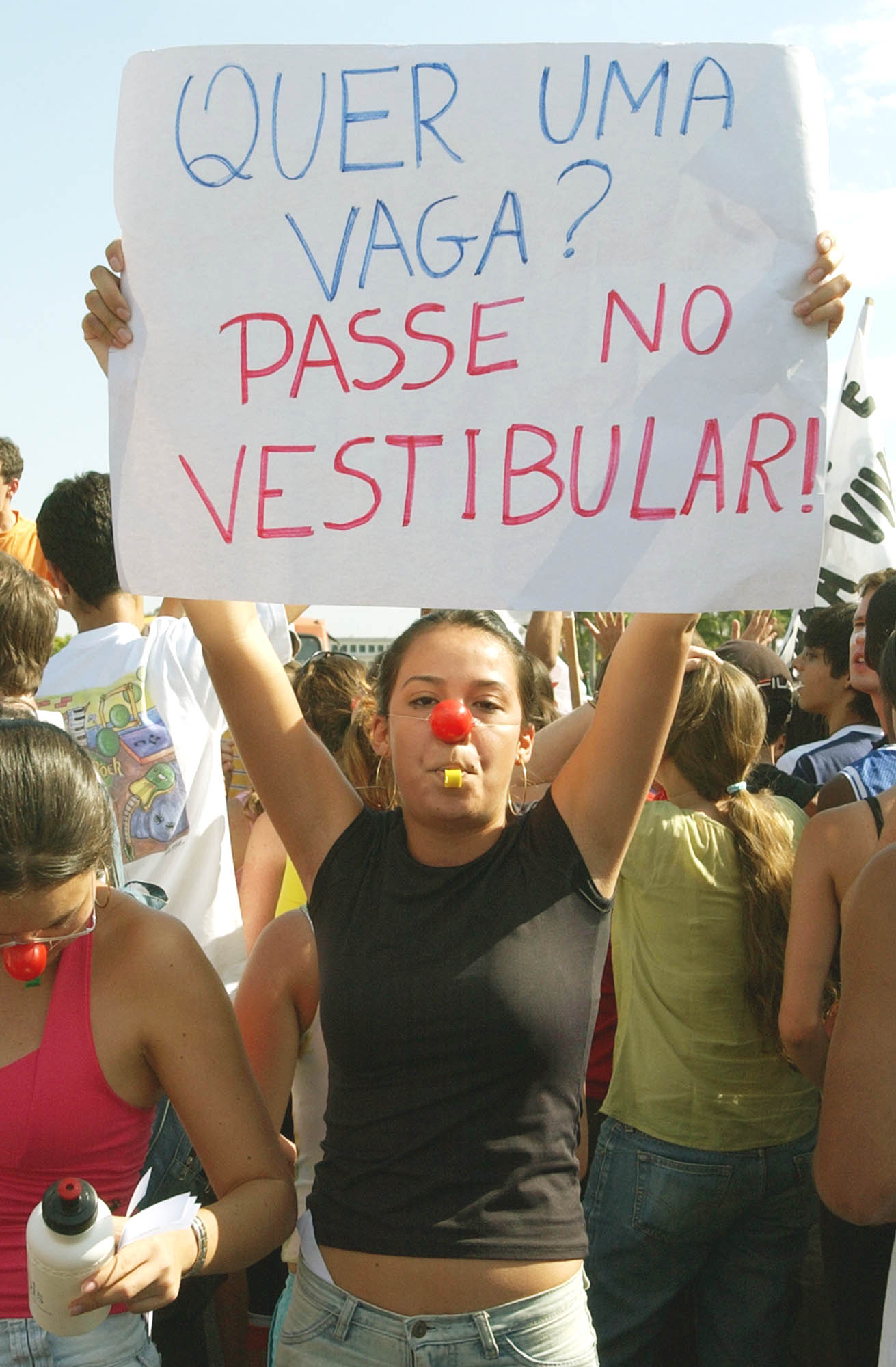
Em Brasília, estudante protesta contra o sistema de cotas

A questão da identificação dos candidatos aptos a pleitear vagas reservadas por critérios raciais já levantou algumas polêmicas:
- gêmeos univitelinos foram, em um primeiro momento, classificados como racialmente diferentes em 2007, na UnB;[107]
- cerca de 60% dos aprovados pela cota racial na Universidade Federal Fluminense foram desclassificados por declarações falsas durante a averiguação de autenticidade;[106]
- o edital do concurso público do Instituto Federal do Pará (IFPA) causou polêmica em 2016 ao descrever as características físicas que os candidatos deveriam ter para serem aprovados como cotistas. Após a polêmica, o anexo que continha essas descrições foi removido do edital;[108]
- em um concurso do Itamaraty, em 2016, a comissão incumbida de avaliar a autodeclaração dos candidatos que se declararam negros reprovou 47 das 100 pessoas entrevistadas. Dentre elas, haveria pardos que teriam sido injustamente desclassificados.[109]

#### Comissões de verificação racial
Até agosto de 2016, o sistema de cotas no Brasil estava baseado na "autodeclaração" racial do candidato; porém haja vista supostas "fraudes" nas autodeclarações terem ocorrido (pessoas ditas "brancas" afirmando ser pretas ou pardas), uma Instrução Normativa do Ministério do Planejamento e Gestão (MPOG) de 2016 estabeleceu que todos os candidatos cotistas, em concursos de âmbito federal, deverão ser submetidos a uma "comissão", com o objetivo de averiguar a sua aparência física ("aspectos fenotípicos do candidato, os quais serão verificados obrigatoriamente com a presença do candidato"). A referida Instrução Normativa, porém, não fornece nenhuma diretriz de como essa "verificação" deve ser realizada. Desde então, esses "tribunais" vêm sendo adotados em concursos públicos. Algumas comissões vêm analisando somente a aparência física dos candidatos, porém outras veem a raça como mais do que isso e vêm indagando os candidatos sobre sua experiência de discriminação ou sobre suas famílias.
Em 2016, o edital do concurso público do Instituto Federal do Pará (IFPA) causou polêmica ao descrever as características físicas que os candidatos deveriam ter para serem aprovados como cotistas. Dentre as descrições, havia "pele preta; nariz curto, largo e chato; lábios grossos; dentes muito alvos e oblíquos; mucosas roxas; formato do maxilar, crânio e face, além do tipo de cabelo e barba". Após a polêmica, o anexo que continha essas descrições foi removido do edital.
A adoção das "comissões" para averiguar a "raça" dos candidatos divide a opinião pública. Grande parte do movimento negro defende essas comissões, alegando que elas ajudam a evitar fraudes e a garantir que as vagas sejam destinadas ao público-alvo. Por outro lado, quem é contrário às "comissões" alega que definir a "raça" de outrem é algo extremamente subjetivo e complicado, ainda mais em um país profundamente miscigenado como o Brasil, não ficando claro onde a linha entre as raças deve ser desenhada, nem quem deve desenhá-la e quais critérios devem ser usados. Em matéria da Folha de S. Paulo, alguns candidatos que passaram por essas comissões relataram que se sentiram "constrangidos" e "humilhados" ao terem a sua aparência física analisada por estranhos.

#### A questão dos pardos
A adoção da classificação de população negra como o conjunto das populações preta e parda foi criticada por alguns especialistas, como o sociólogo Demétrio Magnoli, o cientista político e historiador José Murilo de Carvalho e a advogada Roberta Kaufmann, pois levaria a uma invisibilização da população parda em detrimento da população preta.
De acordo com o Estatuto da Igualdade Racial, os pardos são considerados como negros. Essa metodologia também é adotada pelo IBGE, que vem agregando as categorias pardos e pretos numa categoria única denominada "negros". Porém, esta decisão tem causado muitas polêmicas, pois não é um consenso geral na sociedade brasileira. Para o sociólogo Demétrio Magnoli, os pardos são um grupo mestiço, que não se vê nem como branco, nem como negro, mas como um grupo separado. Por sua vez, o cientista político e historiador José Murilo de Carvalho classifica essa metodologia como "genocídio racial estatístico", uma vez que a categoria "parda" sempre incluiu muitos brasileiros mestiços de índios, predominantes nos estados do Norte, os quais estão sendo excluídos das estatísticas com essa nova metodologia. Ainda segundo Murilo de Carvalho, separar a população brasileira somente entre "brancos" e "negros", ignorando a grande parcela miscigenada, é uma tentativa falha de copiar o modelo binário de classificação racial norte-americano para a realidade brasileira.
Certos segmentos do movimento negro defendem que alguns pardos devem ser excluídos das cotas. Em entrevista, Frei David do Santos, diretor executivo da organização não governamental Educafro, afirmou: "Todo o problema está no pardo-branco, porque ele tem poucos traços fenotípicos do povo negro e usa a genotipia [genética/ascendência] para usurpar um benefício que não lhe pertence".
Segundo a advogada Roberta Kaufmann, existe uma "grotesca manipulação dos índices relacionados aos negros". Ela cita que muitos ativistas contam os pardos como negros para dizer que a maioria da população brasileira é negra, mas excluem os pardos quando afirmam, por exemplo, que há apenas 3% de negros nas universidades brasileiras.
A questão dos pardos tem causado polêmicas. Em 2016, para o concurso do Itamaraty, diplomatas ouvidos pela Folha de S. Paulo afirmaram que, no afã de eliminar candidatos tidos como "fraudadores", os cotistas classificados como "pardos" foram eliminados do concurso pela comissão verificadora.
Segundo o censo do IBGE de 2010, apenas 7,6% dos brasileiros identificaram-se como pretos, ao passo que 43,1% identificaram-se como pardos e 47,7% como brancos. Portanto, a reserva de 20% de vagas apenas para os "pretos" significa garantir a esse grupo um percentual quase três vezes maior do que a sua presença na população brasileira em geral.
A Lei de Cotas, de 2012, (Lei 12.771 e o Decreto 7.864) abandonou o uso do conceito de população negra mencionando explicitamente as populações preta, parda e indígenas em todos os seus dispositivos.